# متوپ

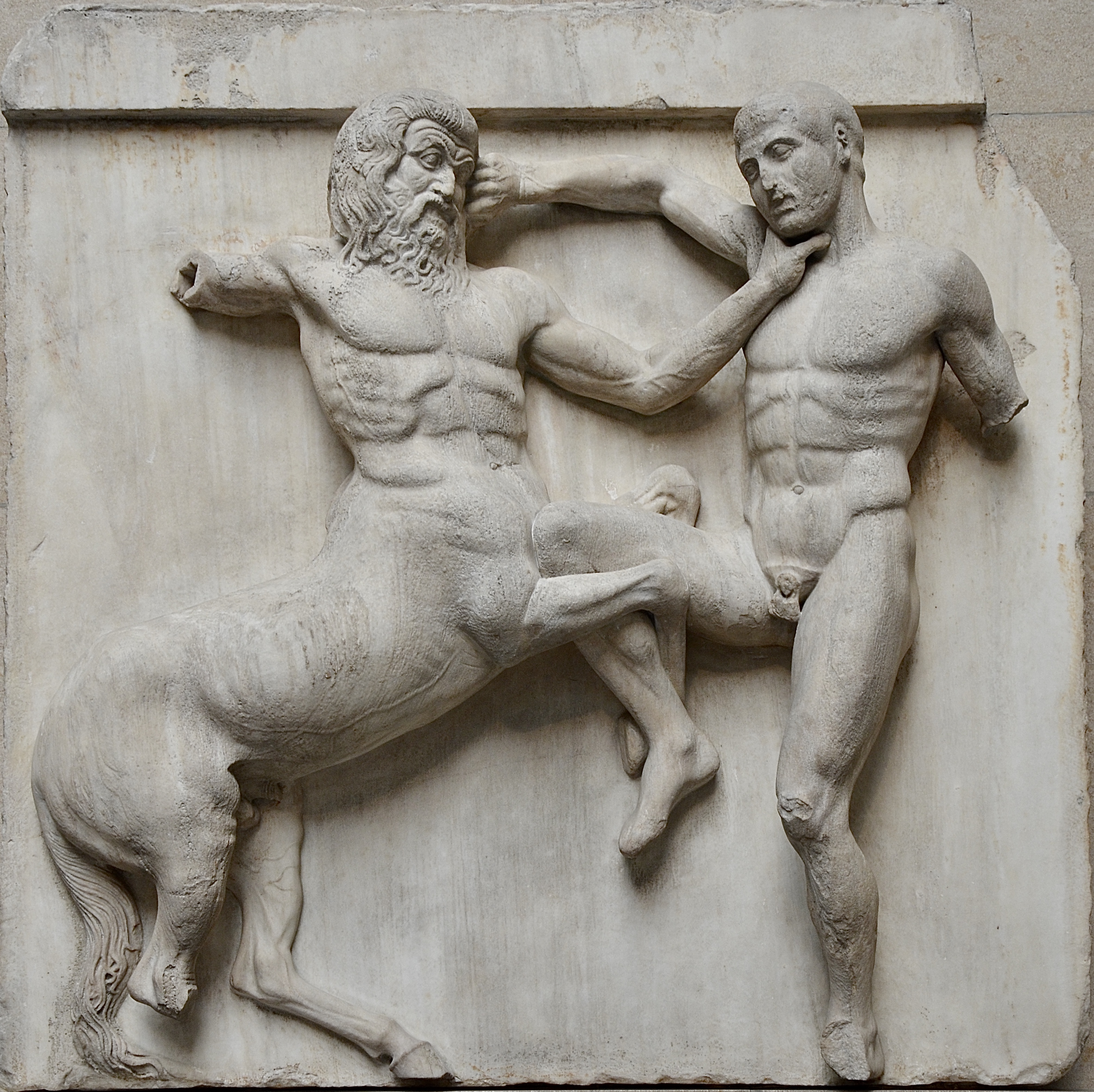
متوپی از سنگ مرمرهای پارتنون که بخشی از نبرد بین سانتورها و لاپیت‌ها را به تصویر می‌کشد. ۴۴۲–۴۳۸ قبل از میلاد؛ سنگ مرمر؛ ارتفاع: ۱٫۰۶ متر؛ موزه بریتانیا (لندن)

متوپ یا متوپی (انگلیسی: Metope؛ یونانی: μετόπη) در معماری کلاسیک، یک عنصر معماری مستطیل شکل است که فضای بین دو تریگلیف را در حاشیه‌های زینتی شیوه دوریک پر می‌کند، و نواری تزئینی از تریگلیف‌ها و متوپ‌های متناوب بالای آرشیترو ساختمانی از نظم دوریک است. 
متوپ‌ها اغلب دارای تزئینات نقاشی یا مجسمه بودند. معروف‌ترین نمونه ۹۲ متوپ پارتنون است که برخی از آنها نبرد بین سانتورها و لاپیت‌ها را به تصویر می‌کشند. نقاشی روی بیشتر متوپ‌ها از بین رفته‌است، اما آثار کافی باقی مانده‌است تا بتوان یک ایده نزدیک از ظاهر اصلی آنها را دید.
از نظر ساختار، متوپ‌ها ممکن است از کنده کاری یک بلوک با یک تریگلیف ایجاد شوند، یا مانند معبد آفایا ممکن است به‌طور جداگانه بریده شده و به شکل شکاف‌هایی در بلوک‌های تریگلیف بچرخند. گاهی متوپ‌ها و فریزها از سنگ‌های مختلف بریده می‌شدند تا تضاد رنگی ایجاد کنند.
اگرچه شکل آنها نزدیک به مربع است، اما ارتفاع یا عرض برخی از متوپ‌ها به‌طور قابل توجهی بزرگتر هستند. آنها همچنین ممکن است در عرض یک ساختار واحد متفاوت باشند تا امکان انقباض گوشه‌ها، تنظیم فاصله ستون‌ها و چیدمان فریز دوریک در یک معبد فراهم شود و طرح هماهنگ تر به نظر برسد.

## معماری باستانی
خط تریگلیف بخشی از نظم دوریک است که در یونان باستان در قرن هفتم قبل از میلاد پدیدار شد و عمدتاً در معماری معابد استفاده می‌شد. اما حتی بعدها، نظم دوریک و همراه با آن متوپ‌ها به عنوان یک اصل ساختاری و تزئینی نظم در معماری یونانی مورد استفاده قرار گرفت. در روزهای اولیه، متوپ‌ها باز بودند و می‌توانستند حاوی گلدان‌ها یا جمجمه‌های قربانی باشند. بعداً فضاهای آزاد با پانل‌هایی از مواد مختلف بسته شد. این صفحات را می‌توان رنگ آمیزی کرد یا با نقش برجسته تهیه کرد.

## نگارخانه

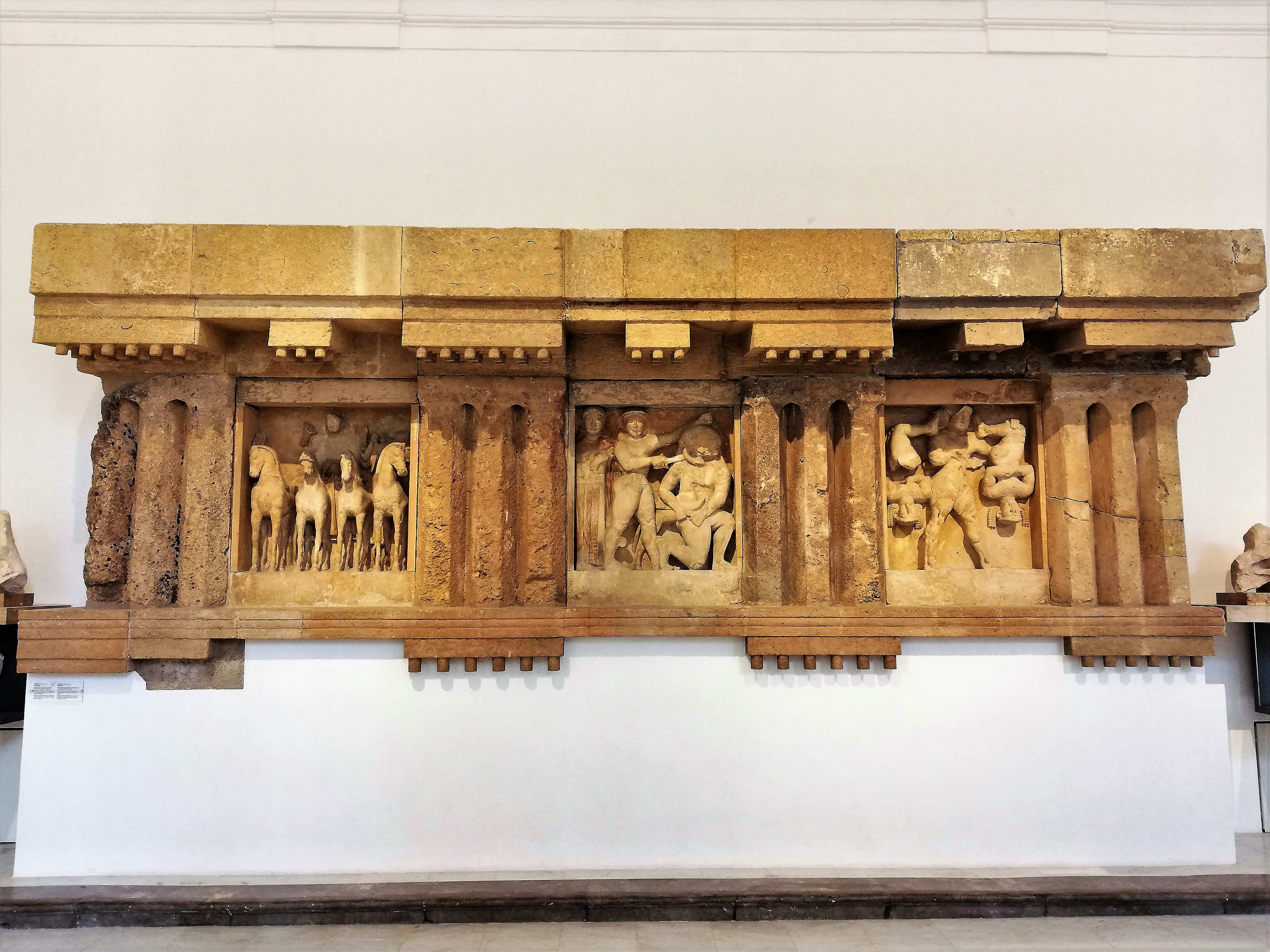
تریگلیف‌ها و متوپ‌ها از معبد C (Selinus) در Selinus، ح. 560 قبل از میلاد، در موزه باستان‌شناسی منطقه‌ای Antonino Salinas (پالرمو، ایتالیا)
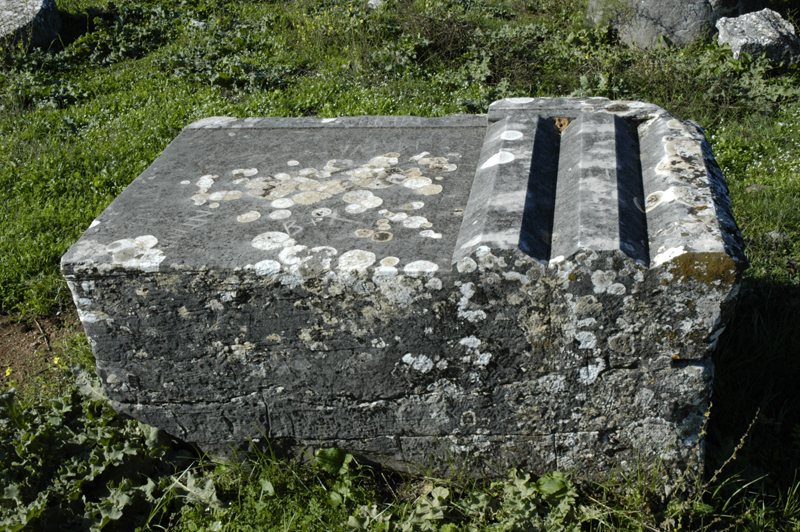
متوپ (چپ) و تریگلیف (راست) از یک بلوک از Stratos بریده شده است.
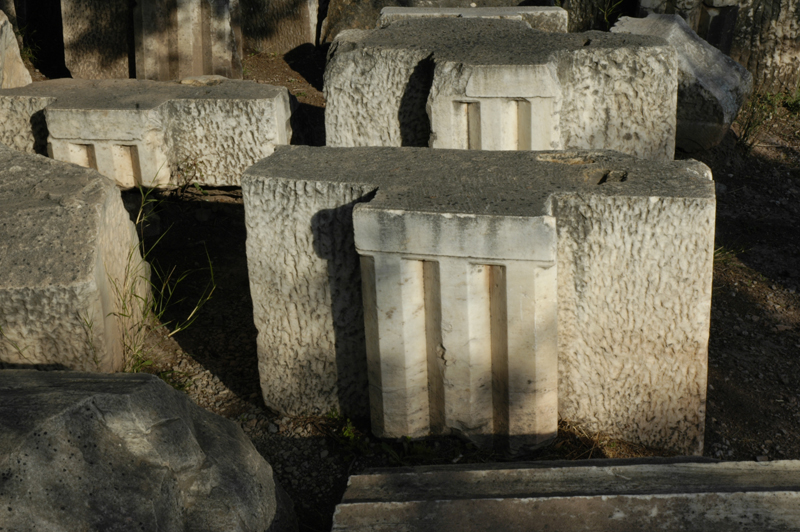
بلوک های تریگلیف با شکاف هایی برای قرار دادن متوپ ها در مارماریا در دلفی
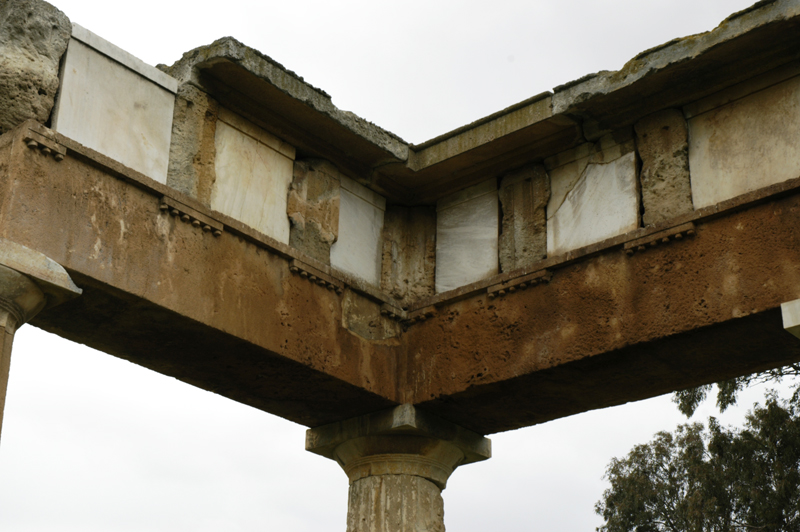
متوپ های ساخته شده از سنگ مرمر در دیواره استوا در Brauron
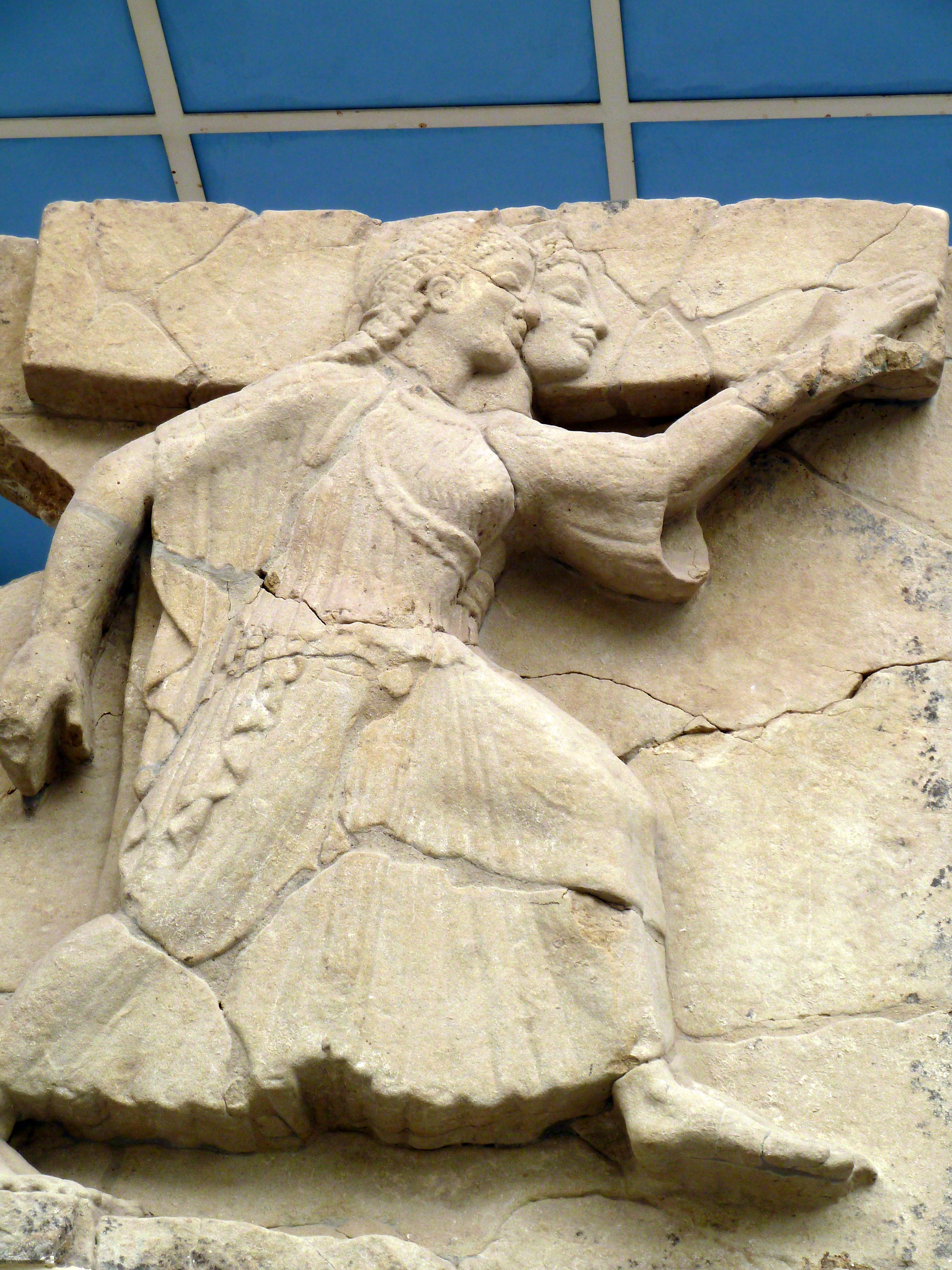
بخشی از خط دیواری متوپ از معبدی در نزدیکی پستوم، ح. ۵۱۰ قبل از میلاد.
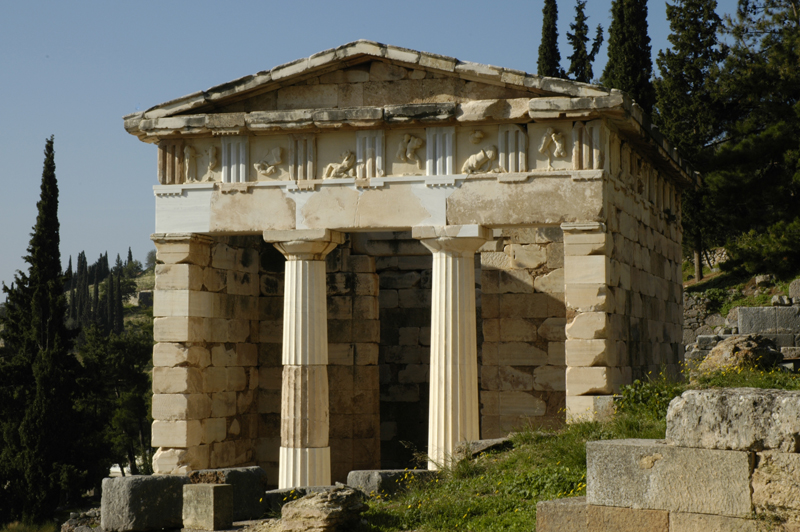
متوپ‌هایی با تزئینات مجسمه‌سازی در دیواره دوریک خزانه آتنی‌ها در دلفی
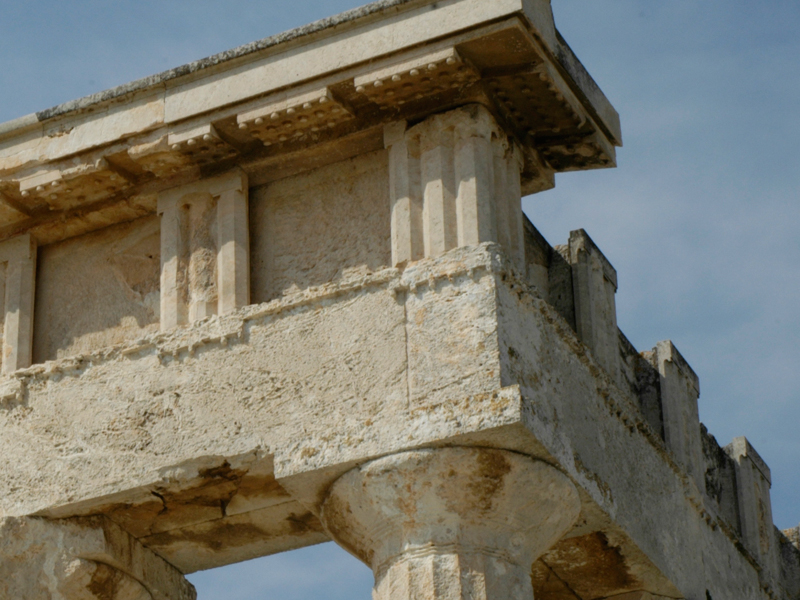
مجموعه معبد آفایا با تریگلیف‌های شکاف‌دار برای متوپ‌ها
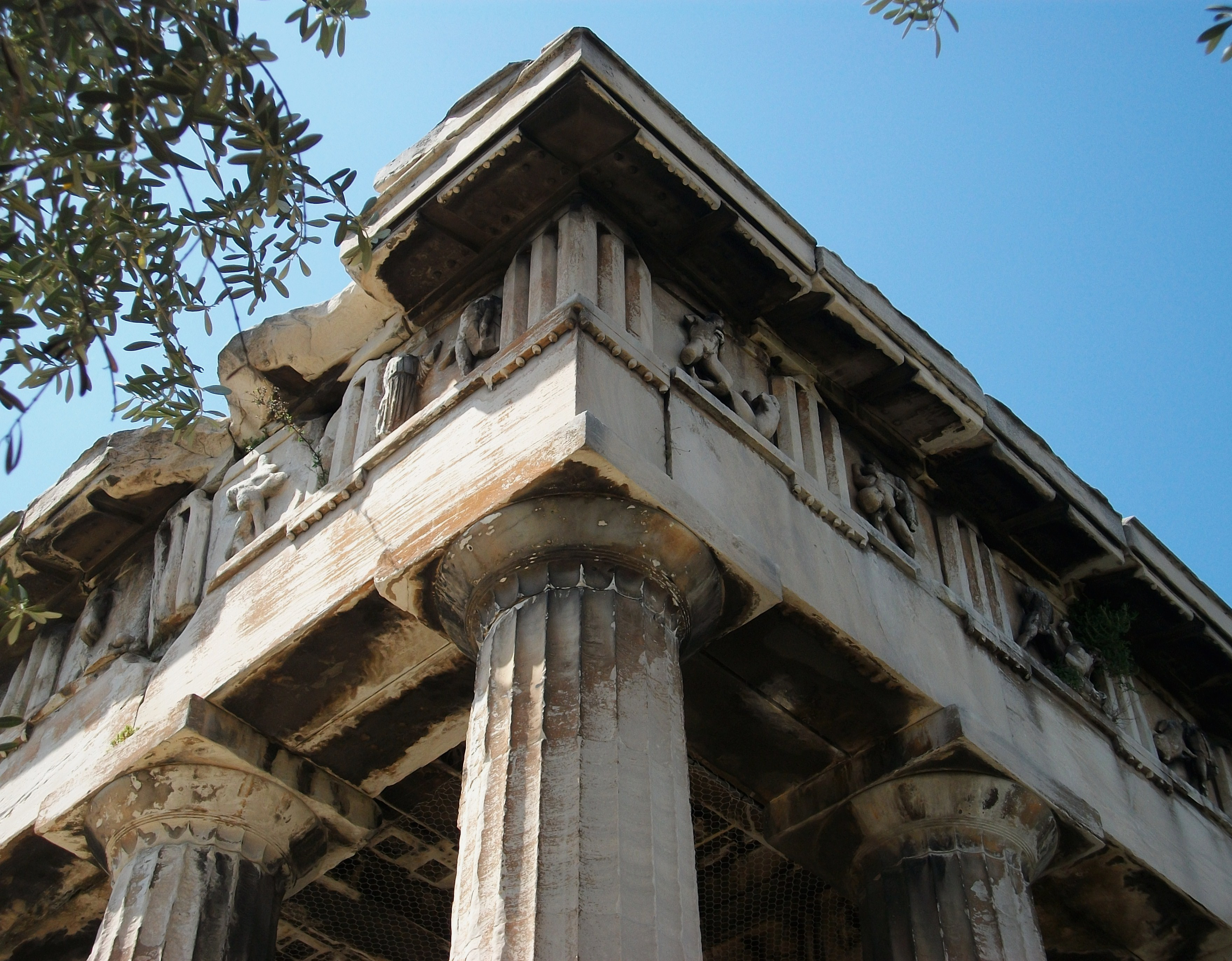
محوطه Hephaisteion (معبد Hephaistos) در آتن، که خط دیواری دوریک را با سنگ‌های مجسمه‌سازی شده نشان می‌دهد.
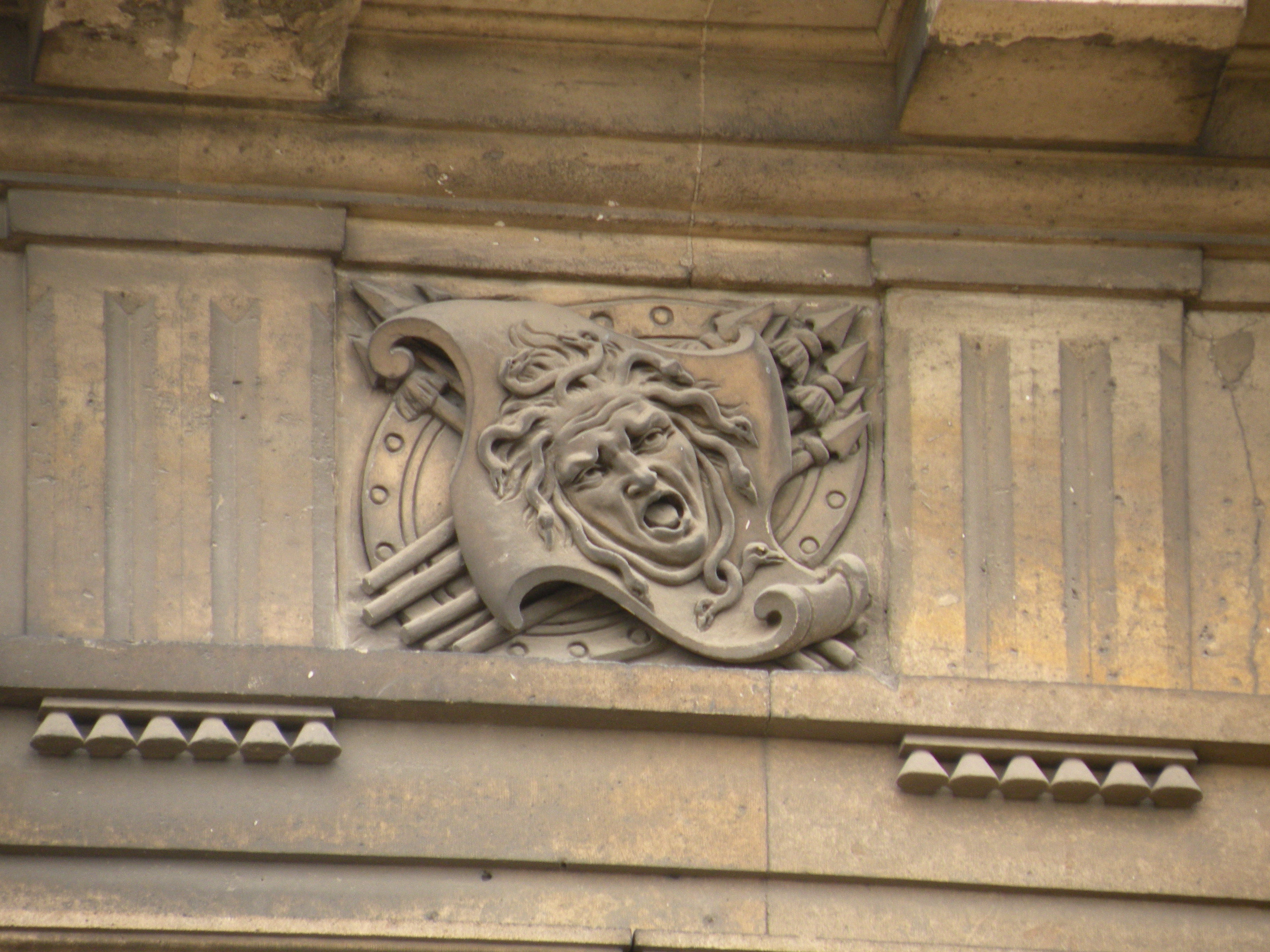
متوپ در نمای قلعه خانه‌ها (Chateau de Maisons-Laffitte) از فرانسه، نمونه‌ای از معماری باروک فرانسوی، توسط فرانسوا مانسارت.
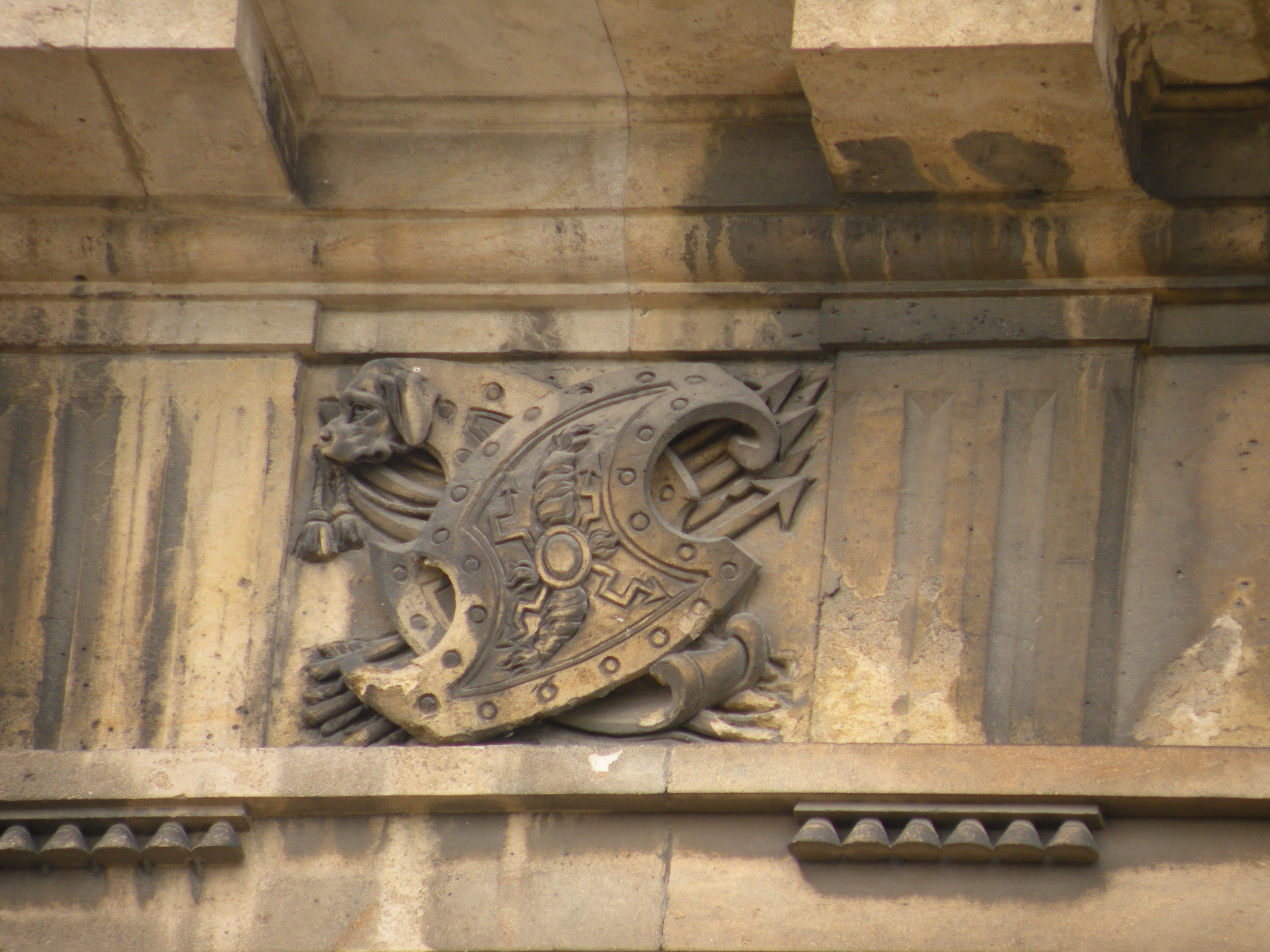
متوپ دیگری از قلعه خانه ها
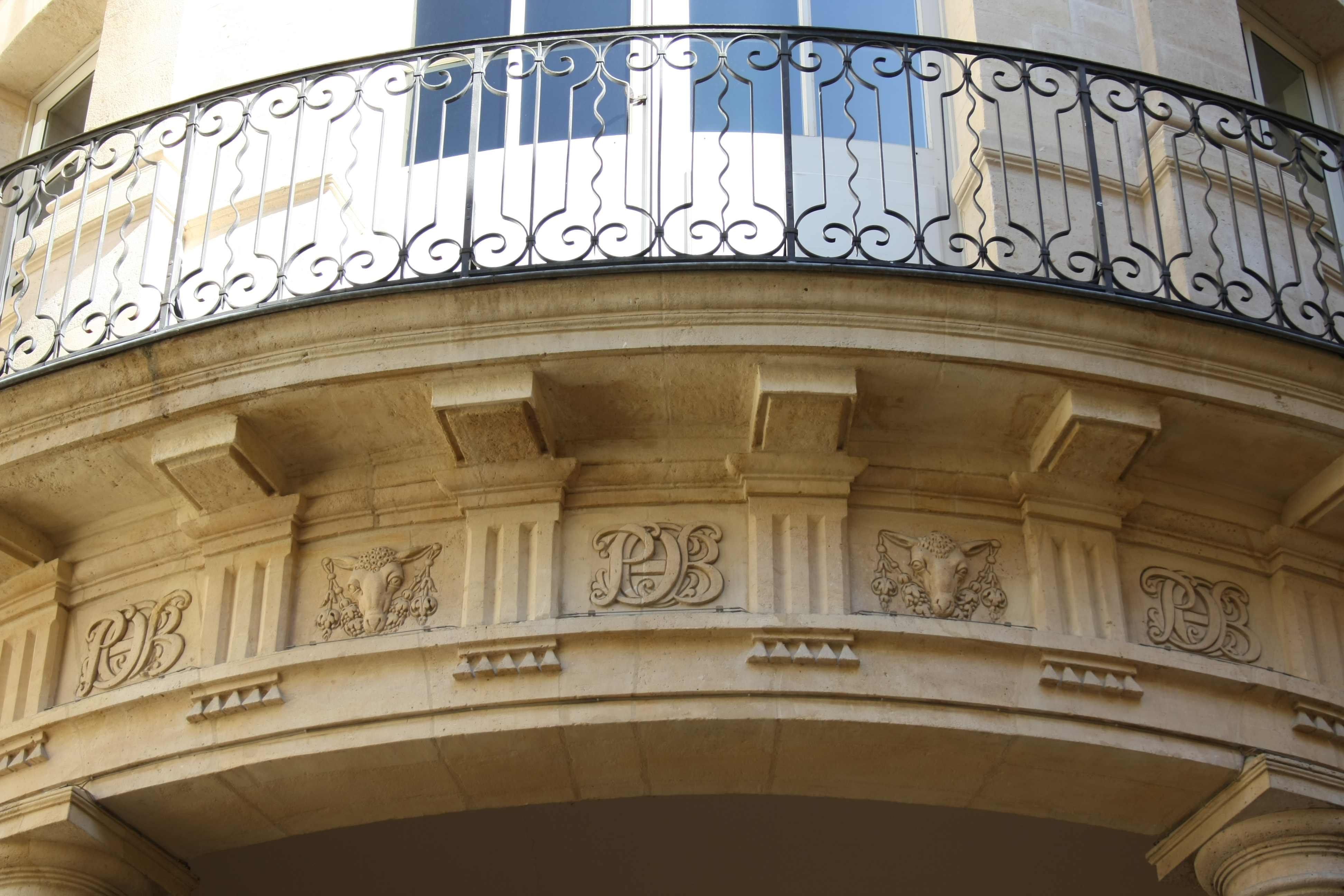
فریز دوریک هتل بووی از پاریس
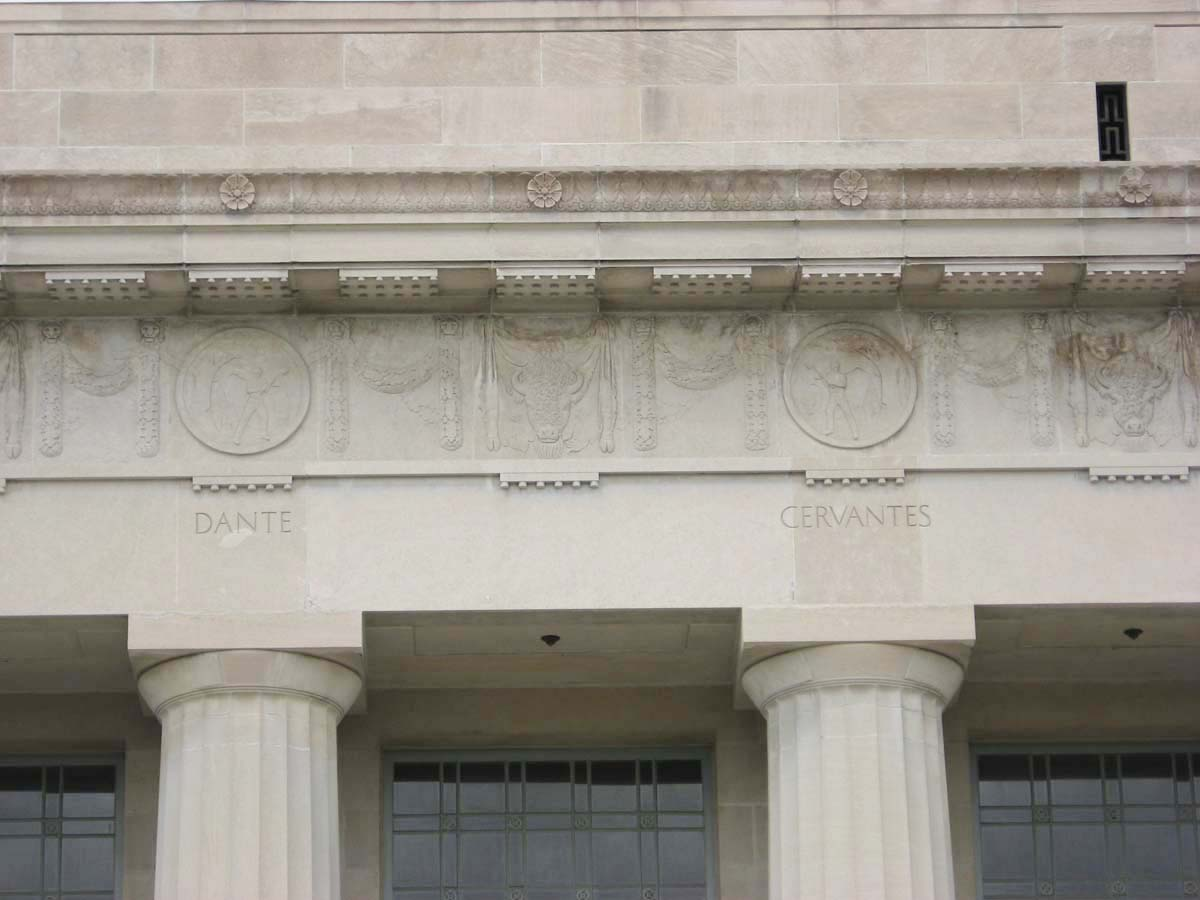
متوپ‌های آمریکایی‌شده در اوایل قرن بیستم، با استفاده از گاومیش کوهان دار به جای جمجمه گاو (بوکرانیوم، bucranium)